# George prosto z drzewa 2
George prosto z drzewa 2 (ang. George of the Jungle 2) – amerykańska komedia zrealizowana w live action. Jest to sequel filmu pt. George prosto z drzewa z 1997 roku.

## Fabuła
Film przedstawia dalsze przygody George’a, wychowanego przez małpy, tak jak Tarzan. Teściowa George’a – Beatrice Stanhope nie może pozwolić swojej córce – Urszuli i wnukowi na życie w dżungli. Dogaduje się z byłym narzeczonym dziewczyny – Lylem i razem poddają dziewczynę hipnozie, nakłaniając ją, aby porzuciła George’a oraz zniszczyć dżunglę. George wraz ze zwierzętami wyruszają na ratunek Urszuli i muszą uratować dżunglę przed spustoszeniem.

## Obsada
- Christopher Showerman – George, Król Dżungli
- Julie Benz – Ursula Stanhope
- Christina Pickles – Beatrice Stanhope
- Thomas Haden Church – Lyle Van de Groot
- Angus T. Jones – George Jr., Książę Dżungli
- John Cleese – Małpa
- Kevin Greutert – Tookie
- Keith Scott – Narrator